# Bourse de Johannesbourg
Pour les articles homonymes, voir JSE.
JSE Limited (anciennement JSE Securities Exchange et Johannesburg Stock Exchange) est la plus grande bourse d'Afrique. Il est situé à Sandton, Johannesbourg, Afrique du Sud, après avoir déménagé du centre-ville de Johannesburg en 2000,. En 2003, la JSE comptait environ 473 sociétés cotées et une capitalisation boursière de 182,6 milliards de dollars américains (158 milliards d'euros), ainsi qu'une valeur mensuelle moyenne négociée de 6,399 milliards de dollars américains (5,5 milliards d'euros). En mars 2022, la capitalisation boursière de la JSE s'élevait à 2,35 billions de dollars américains.

## Histoire
La découverte d'or dans le Witwatersrand en 1886 a conduit à l'ouverture de nombreuses sociétés minières et financières et a rapidement fait apparaître le besoin d'une bourse. Les premières transactions d'actions sur le Rand ont eu lieu dans une tente en toile rustique, les échanges ayant lieu le dimanche, car c'était le seul jour où l'exploitation minière n'était pas autorisée, en raison d'une réglementation strictement appliquée interdisant l'entrée des travailleurs africains dans les récifs aurifères.
La Johannesburg Exchange & Chambers Company a été créée par un homme d'affaires londonien, Benjamin Minors Woollan, et s'est mariée au coin des rues Commissioner et Simmonds. C'est ainsi que la JSE est née le 8 novembre 1887. Ce qui a immédiatement donné à la JSE un avantage clair sur des bourses telles que Kimberley, Barberton et, surtout, Londres, c'est que l'inscription des sociétés sur la liste officielle de la JSE était une procédure simple et relativement peu coûteuse. avec 68 sociétés à la fin de novembre 1887. La Liste officielle s'est encore élargie à plus de 300 sociétés à la fin de janvier 1890.
En 1978, la JSE s'est installée au 17 Diagonal Street, près de Kerk Street, à Johannesburg. En 1993, la JSE est devenue un membre actif de l'Association des bourses africaines. Après 108 ans, le système de négociation à criée a été transformé en système électronique le 7 juin 1996.
En septembre 2000, la Bourse de Johannesburg a déménagé à son emplacement actuel à Sandton, Gauteng, au coin de Maude Street et Gwen Lane. Elle a adopté le JSE Securities Exchange comme nouveau nom officiel.
En 2001, un accord a été conclu avec la Bourse de Londres permettant des transactions croisées entre les deux bourses et remplaçant le système de négociation de la JSE par celui de la LSE.
En 2009, la JSE a acquis le Bond Exchange of South Africa pour 240 millions de rands et l'a rebaptisé marché de la dette JSE, ajoutant des obligations d'État et d'entreprises sud-africaines ainsi que des produits dérivés de taux d'intérêt à sa gamme de produits.
Le 18 juin 2012, la JSE est devenue membre fondateur de l'initiative des Nations Unies pour des bourses durables à l'occasion de la Conférence des Nations Unies sur le développement durable (Rio+20).
Le 14 avril 2014, la JSE a changé de nom pour démontrer l'identité de l'action en tant que marché africain moderne qui relie les investisseurs aux opportunités de croissance non seulement en Afrique du Sud mais dans le monde entier.
En mai 2022, la JSE est devenue la première bourse à commercialiser un nouveau service du fournisseur xyt qui utiliserait les classements des groupes de pairs pour aider les sociétés de trading à explorer les parts de marché et à examiner et visualiser les interactions et les performances de trading. Il s'appellerait JSE Trade Explorer.

## À propos de la JSE
La JSE offre un marché où les titres peuvent être négociés librement dans le cadre d’une procédure réglementée. Il permet non seulement d’injecter des fonds dans l’économie, mais fournit également aux investisseurs des retours sur investissement sous forme de dividendes.
La JSE est régie par ses membres, mais grâce à leur utilisation des services et des installations de la JSE, ces membres sont également clients de la Bourse. Chaque année, la JSE doit demander au ministre des Finances une licence d’exploitation qui confère le contrôle externe de la bourse au FSB.